# Aerobus (lotnictwo)
Aerobus – statek powietrzny (zazwyczaj śmigłowiec) przeznaczony do przewozu pasażerów na małe odległości. Zwykle może pomieścić na pokładzie znaczną liczbę ludzi.
Aerobus – wielki samolot pasażerski, który może przewieźć kilkaset osób.